# Resolución 1787 del Consejo de Seguridad de las Naciones Unidas
La resolución 1787 del Consejo de Seguridad de las Naciones Unidas, aprobada unánimemente el 7 de julio de 2005, después de reafirmar las resoluciones 1373 (2001), 1456 (2003), 1535 (2004), y 1624 (2005), al igual que otras resoluciones relativas a las amenazas a la paz y la seguridad internacionales causadas por el terrorismo, extendió el período inicial de la Dirección Ejecutiva del Comité contra el Terrorismo mencionado en la resolución 1535
El Consejo reafirmó que el terrorismo en todas sus formas y manifestaciones constituye una de amenaza  para la paz y la seguridad internacional, acogió con beneplácito la aprobación por la Asamblea General de la Estrategia Global de las Naciones Unidas contra el Terrorismo (A/RES/60/288) y la creación del Equipo Especial sobre la Ejecución de la Lucha contra el Terrorismo para asegurar la coordinación y la coherencia generales de las actividades de lucha contra el terrorismo de las Naciones Unidas. Recordó a los Estados que deben asegurarse de que las medidas que adopten para combatir el terrorismo respeten todas las obligaciones que les incumben en virtud del derecho internacional y que han de adoptarlas de conformidad con lo dispuesto en el derecho internacional, en particular las normas de derechos humanos, el derecho de los refugiados y el derecho humanitario. Además, encomió a los Estados miembros por su cooperación con el Comité contra el Terrorismo y exhortó a todos ellos a que sigan cooperando plenamente con el Comité.
La resolución decidió extender hasta el 31 de marzo de 2008 el período inicial de la Dirección Ejecutiva del Comité contra el Terrorismo mencionado en la resolución 1535 y le pidió al Director Ejecutivo de dicha Dirección que, en un plazo de 60 días a partir de la aprobación de la presente resolución, y en consulta con los miembros del Consejo, recomendase las modificaciones que considerase apropiado introducir en el plan de organización y las presentase al Comité contra el Terrorismo para su examen y aprobación antes de que concluyera el período extendido.
Por último, el Consejo de Seguridad decidió seguir ocupándose activamente de la cuestión.